# West Stockbridge (Massachusetts)
West Stockbridge és una població dels Estats Units a l'estat de Massachusetts, i més concretament al comtat de Berkshire. Segons el cens del 2000 tenia 1.416 habitants. Es troba a la frontera amb l'estat de Nova York (al que s'anomena el state line). És un municipi que s'adiu amb el nostre concepte de poble però que s'anomena town (poble o vila).

## Geografia
El poble i municipi de West Stockbridge es troba a la frontera amb l'estat de Nova York, i té de veïns els següents pobles: Austerlitz i Canaan, a l'estat de Nova York per l'oest, Richmond pel nord, el terme municipal de Great Barrington i el seu llogaret de Housatonic pel sud, i Alford pel sud-oest. També es troba molt a prop de Lenox i Lee.
S'ubica al mig dels Pujols dels Berkshires (Berkshire Hills), una part suau de les Apalatxes, i al costat dels Taconic, també part dels Apalatxes.
El rierol Williams (Williams River), un tributari del riu Housatonic, travessa el poble de nord a sud.
Hi ha un petit llac al poble, el Card Pond, que serveix de platja municipal a l'estiu, i a l'hivern, de pista de patinatge (sempre que l'escalfament global i el canvi climàtic ho permeten).

## Demografia
Segons el cens del 2000, West Stockbridge tenia 1.416 habitants, 601 habitatges, i 406 famílies. La densitat de població era de 29,6 habitants/km².
Dels 601 habitatges en un 28,1% hi vivien nens de menys de 18 anys, en un 56,9% hi vivien parelles casades, en un 8,5% dones solteres, i en un 32,4% no eren unitats familiars. En el 27% dels habitatges hi vivien persones soles el 13,1% de les quals corresponia a persones de 65 anys o més que vivien soles. El nombre mitjà de persones vivint en cada habitatge era de 2,35 i el nombre mitjà de persones que vivien en cada família era de 2,86.
Per edats la població es repartia de la següent manera: un 21,8% tenia menys de 18 anys, un 4,9% entre 18 i 24, un 24,8% entre 25 i 44, un 31,6% de 45 a 60 i un 16,9% 65 anys o més.
L'edat mediana era de 44 anys. Per cada 100 dones de 18 o més anys hi havia 92,2 homes.
La renda mediana per habitatge era de 51.000 $ i la renda mediana per família de 64.464$. Els homes tenien una renda mediana de 40.865 $ mentre que les dones 32.273$. La renda per capita de la població era de 31.425$. Entorn de l'1,8% de les famílies i el 4,3% de la població estaven per davall del llindar de pobresa.

## Infraestructura
La Massachusetts Turnpike, coneguda comunament com a Mass Pike, és l'autopista (de peatge) més llarga i important de Massachusetts, amb una llargada de 222 quilometres (138 mi). Travessa l'estat d'oest a est (o vice versa), i conforma l'última (o primera) secció de l'Interestatal 90 (I-90, autopista de 4.965 quilometres (3.085 mi) que travessa els Estats Units des de la Costa Oest a la Costa Est).
Històricament, West Stockbridge ha sigut un poblet perdut dels Berkshires, com a mínim fins als anys 1990, quan va començar una onada de turisme vinguda de les ciutats de Boston i Nova York. Abans d'això, generalment, era només conegut per hostatjar la primera sortida de la Mass Pike. L'autopista comença a West Stockbridge, a la frontera amb l'estat de Nova York, on empalma amb la New York State Thruway (la següent secció de la I-90), en el tram d'aquesta conegut com el Berkshire Connector.
La sortida de West Stockbridge ara porta el número 1 (a 2020) però aviat (el 2021) està previst canviar-ho per una numeració per milles, on esdevindrà la Sortida 3, perquè es troba a la milla 2,7. La curiositat és que aquí només hi ha una rampa d'entrada per anar en direcció est (eastbound), cap a Boston, i una de sortida venint des de la direcció est. Per anar en direcció oest o sortir si vens des de la secció de la Interestatal 90 que és la New York State Thruway des de la direcció oest, cal fer servir la següent sortida, la de Lee (ara Sortida 2, aviat 10 o 11, per trobar-se a la milla 10,6), que és una sortida / entrada normal que funciona en les 4 direccions. És a dir que a West Stockbridge, si un s'ho volgués repensar, podria tornar-se'n en la direcció que ha vingut enlloc d'entrar a l'estat de Nova York...
La resta de la infraestructura viària son carrers locals o carreteres secundàries.

## Patrimoni cultural
Arrel de l'arribada de turisme els anys 1990, i especialment des del 2005, aquest poble adormit s'ha reinventat i reinvigorat, convertint-se en una mena de postal amb botiguetes d'artesans i productes locals (i a vegades no gaire), però també han aparegut algunes institucions o locals culturals, com ara:
- The Foundry, un centre de les arts escèniques i visuals. L'edifici fou construït els anys 1994 per encabir-hi un forn, taller i botiga de vidre bufat artesanal, però que va acabar reconvertint-se en aquest nou espai el 2019.[13][14]
- Turn Park Art Space, un centre d'art interior i exterior, amb un parc d'escultures, creat el 2017 per Igor Gomberg i Katya Brezgunova.

## Patrimoni natural
Com a tot els Berkshires i regions circumdants, la natura aquí és rica, amb molt de bosc i muntanyeta o pujols. Hi ha mants senders, muntanyes, llacs i estanys, i reserves naturals per explorar a tot el comtat. West Stockbridge compte amb dos petits espais visitables (amb camins cuidats, escales, baranes, etc), portats pel Consell del Patrimoni Natural dels Berkshires (Berkshire Natural Resources Council), una associació que compra i protegeix espais naturals per a ús de tothom i pel gaudi de futures generacions.
- Stevens Glen, a cavall entre West Stockbridge i Richmond, amb un camí entre bosc, barranc i rierol.
- Olivia’s Overlook at Yokun Ridge South, entre els pobles de Lenox, Richmond, Stockbridge i West Stockbridge.